# Nasser Yassine
Nasser Yassine (arabisch ناصر ياسين, DMG Nāṣir Yāsīn; * um 1972) ist ein libanesischer Hochschullehrer und Politiker. Seit September 2021 ist er Umweltminister in der Regierung Nadschib Miqati.

## Leben und Wirken
Yassine erwarb Bachelor und Master of Science an der Amerikanischen Universität Beirut (AUB) und einen Masterabschluss der London School of Economics (LSE); er wurde am University College London promoviert. Seine Forschungs- und Praxisinteressen liegen in der Entwicklungsplanung und Politikgestaltung in fragilen und Transformationsstaaten. Er forscht und arbeitet zu Politik und sozialer Innovation, insbesondere in den Bereichen Flüchtlings-, Jugend- und Gesundheitspolitik und -programme.  Vor seiner Berufung zum Umweltminister 2021 war er außerordentlicher Professor für Politik und Planung und Vorsitzender der Abteilung für Gesundheitsmanagement und -politik an der AUB. 2020 gründete 2020 und leitete er das Libanon Crisis Observatory, um die Auswirkungen der Krisen zu verfolgen und systematische Analysen zu verschiedenen Facetten der Krisen bereitzustellen, die das Land betreffen. Er ist des Weiteren Co-Vorsitzender der AUB4Refugees Initiative, die Fakultäten der AUB zusammenbringt, die auf Flüchtlingskrisen reagieren.
Zwischen 2019 und 2020 war er Interimsdirektor des Issam-Fares-Instituts für öffentliche Ordnung und internationale Angelegenheiten und 2014 und 2019 Forschungsdirektor des Instituts. Yassine gehört der der Bevölkerungsgruppe der Sunniten an.